# Angel Theory
Angel Theory (Nova Iorque, 19 de maio de 1999), é uma atriz norte-americana, conhecida por interpretar Kelly na série de televisão The Walking Dead. Ela também é dançarina e coreógrafa.

## Filmografia
| Ano           | Título                        | Papel           | Notas                              | Ref(s)      |
| ------------- | ----------------------------- | --------------- | ---------------------------------- | ----------- |
| 2018–presente | The Walking Dead              | Kelly           | Papel recorrente (9–10ª temporada) |             |
| 2020–2021     | Kinderfanger                  | Olivia          | Também produtora executiva         | [ 1 ] [ 2 ] |
| 2020          | "I Dare You"                  | Clipe musical   | Clipe musical da Kelly Clarkson    | [ 3 ]       |
| 2020          | Zoey's Extraordinary Playlist | Dançarina surda | Não creditado                      |             |